# Museo de la Infancia en Guerra
El Museo de la Infancia en Guerra (en bosnio: Muzej ratnog djetinjstva; en inglés: War Childhood Museum) es un museo histórico en Sarajevo, capital de Bosnia y Herzegovina, inaugurado en enero del 2017. El museo presenta las experiencias de niños que crecieron durante la guerra en Bosnia contadas a través de objetos, testimonios en video y relatos obtenidos a través de entrevistas orales.

## Historia
El proyecto del museo comenzó en el 2010, cuando Jasminko Halilovic, activista y una "niño víctima de la guerra", utilizó una plataforma en línea para recoger recuerdos de jóvenes adultos que eran niños durante la guerra. Más de mil jóvenes enviaron sus recuerdos. Halilovic organizó estos testimonios y editó un libro publicado en el 2013. El libro ha sido traducido al alemán y japonés.
Como Halilovic comenzó a mantener contacto con los jóvenes que enviaron sus recuerdos, él se dio cuenta de que muchos de los antiguos "niños de la guerra" todavía tenían objetos específicos que tenían alguna relación con sus recuerdos. A continuación, comenzó a trabajar con un equipo de jóvenes profesionales para crear una colección, posiblemente con más de 3.000 objetos y más de 60 pruebas históricas orales.
En mayo del 2016, el Museo de la Infancia en Guerra celebró su primera exposición temporal en el Museo Histórico de Bosnia y Herzegovina. Otras exposiciones se llevaron a cabo en las ciudades de Zenica y Visoko. En enero del 2017, la exposición permanente del museo fue inaugurada en la calle Logavina, en Sarajevo.
Las colecciones del museo incluyen diarios, juguetes, fotografías, ropa y una variedad de otros objetos donados por los sobrevivientes de la guerra. Todos los artículos se muestran junto a los recuerdos hechos en primera persona por quién hizo la donación. Además de los artículos, los visitantes pueden escuchar a testimonios y leer fragmentos de entrevistas.
El tenista bosnio Damir Džumhur, nacido durante el sitio de Sarajevo, es el embajador del museo desde el septiembre del 2016.

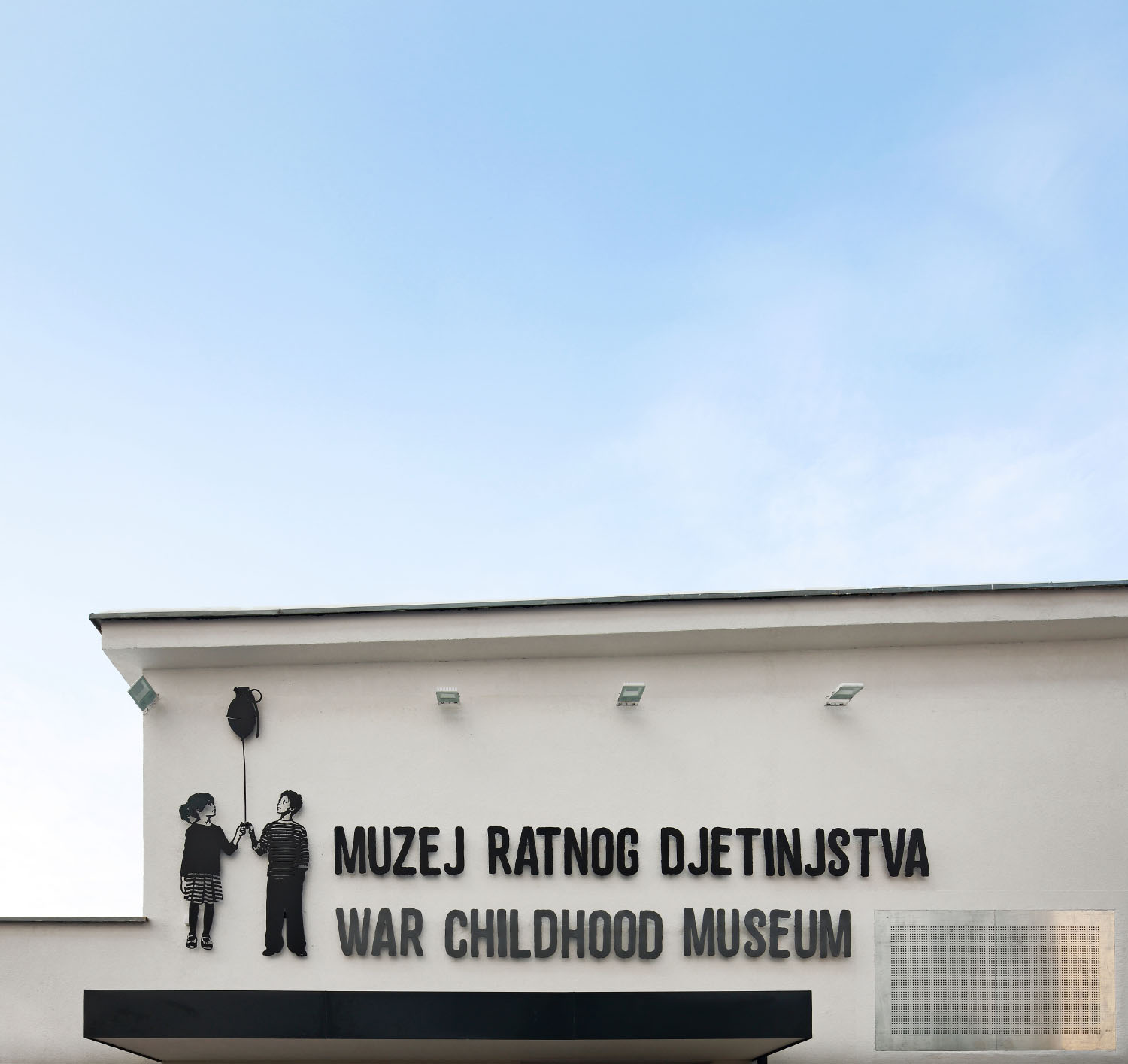
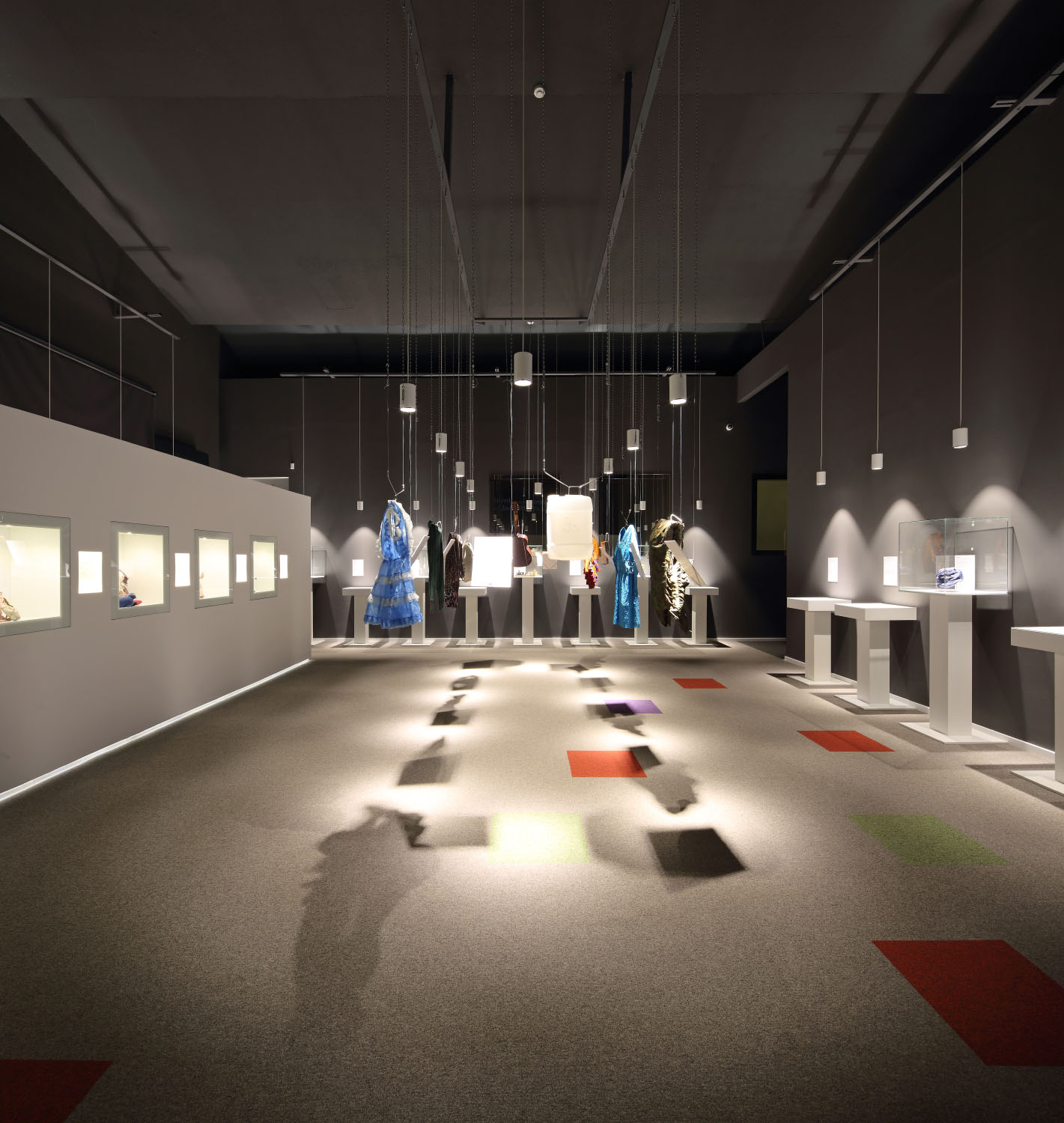
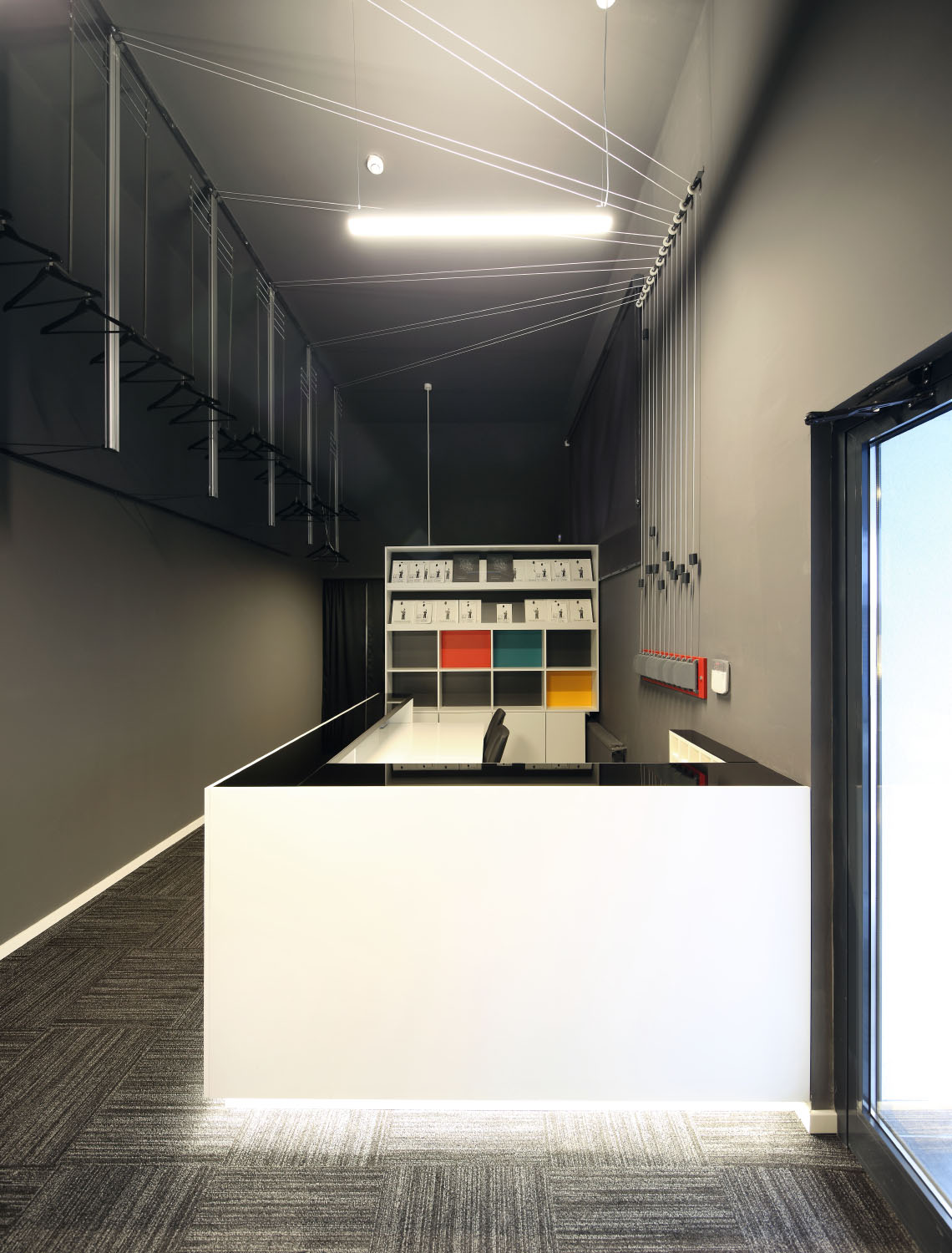